# Torre Capitolare

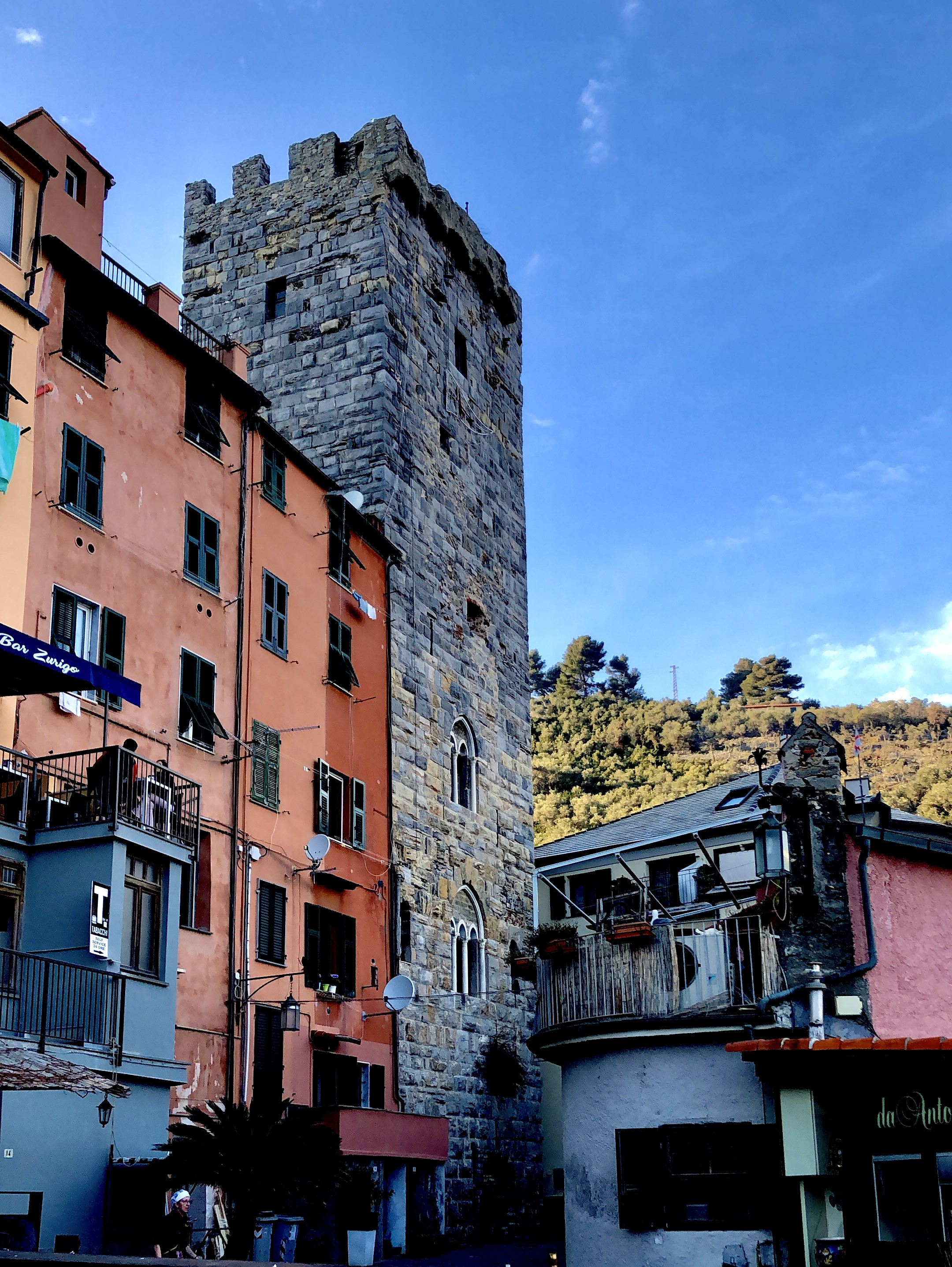
Torre Capitolare

La Torre Capitolare sorge nel borgo di Portovenere, in provincia della Spezia, di fianco alla porta monumentale che dà accesso al nucleo murato antico.
Costruita nel 1161 durante l’ampliamento delle mura del borgo da parte dei Genovesi, la torre si presenta oggi ancora con la sua fisionomia originaria. Il suo antico scopo era di essere prima linea difensiva del borgo contro le incursioni via terra e mare. Le mura della torre sono caratterizzate dall’impiego dalla pietra a vista, ossia di calcare grigio di Portovenere disposta a conci. La torre raggiunge un'altezza di 29,80 metri.
Nell’anno 1935 la torre è stata sottoposta a vincolo monumentale ai sensi della L. n° 364/1909 (Norme per l’inalienabilità delle antichità e delle belle arti); essa inoltre è inclusa nel perimetro del sito UNESCO di Portovenere, Cinque Terre e Isole (Palmaria, Tino, Tinetto) dichiarato Patrimonio Mondiale dell'Umanità nel 1997.
Nel 2022 la Torre Capitolare è stata ristrutturata e trasformata in una struttura ricettiva.